# Преславский сельский совет (Приморский район)
Преславский сельский совет (укр. Преславська сільська рада) — входит в состав
Приморского района
Запорожской области
Украины.
Административный центр сельского совета находится в 
с. Преслав.

## История
- 1860 — дата образования.

## Населённые пункты совета
- с. Преслав